# Biarmosuchia
Biarmosuchia jsou skupina terapsidů žijící mezi permskými stupni road a wuchiaping. Jejich fosilie pocházejí z Afriky a z Ruska.
K vědeckému popisu této skupiny došlo až roku 1989, ve srovnání s ostatními liniemi terapsidů tedy relativně pozdě – původně byli její zástupci klasifikování zejména mezi Gorgonopsia. Z hlediska fylogeneze jde o nejbazálnější terapsidy. Navzdory mnoha primitivním lebečním charakteristikám však Biarmosuchia vykazují vysoce odvozenou podobu kostěného labyrintu vnitřního ucha a i na základě tohoto znaku lze skupinu považovat za monofyletickou.
Biarmosuchia zahrnovali různé druhy masožravců lehké tělesné konstituce, v mnoha charakteristikách podobné ještě pelykosaurům, například zástupcům čeledi Sphenacodontidae. Měli snížený počet zubů (některé zuby ještě vyrůstaly na patře), přičemž vynikali nápadně zvětšenými špičáky. Typovým rodem celé skupiny je Biarmosuchus, jemuž je velmi podobný – či snad totožný – Eotitanosuchus. Délka lebky typového exempláře B. tener činí asi 16,5 cm, u E. olsoni asi 34,5 cm. Zaznamenáníhodnou skupinou Biarmosuchia jsou Burnetiidae, čeleď terapsidů s nápadně zbytnělými lebkami a četnými hlavovými výrůstky. Na základě stavby lebky byli původně řazeni tu mezi Dinocephalia, tu mezi Gorgonopsia.